# Nicky Marker
Nicholas Robert Thomas Marker, semplicemente noto come Nicky (Exeter, 3 maggio 1965), è un ex calciatore inglese, di ruolo difensore.
Durante la sua carriera professionistica ha totalizzato 564 incontri di campionato e 26 reti.
Ha vinto una Premier League nel 1995 tra le file del Blackburn, perdendo la Charity Shield del 1995 contro l'Everton per 1-0.

## Palmarès

### Club

#### Competizioni nazionali
- Campionato inglese: 1

Blackburn: 1994-1995